# Maestro del Bambino Vispo

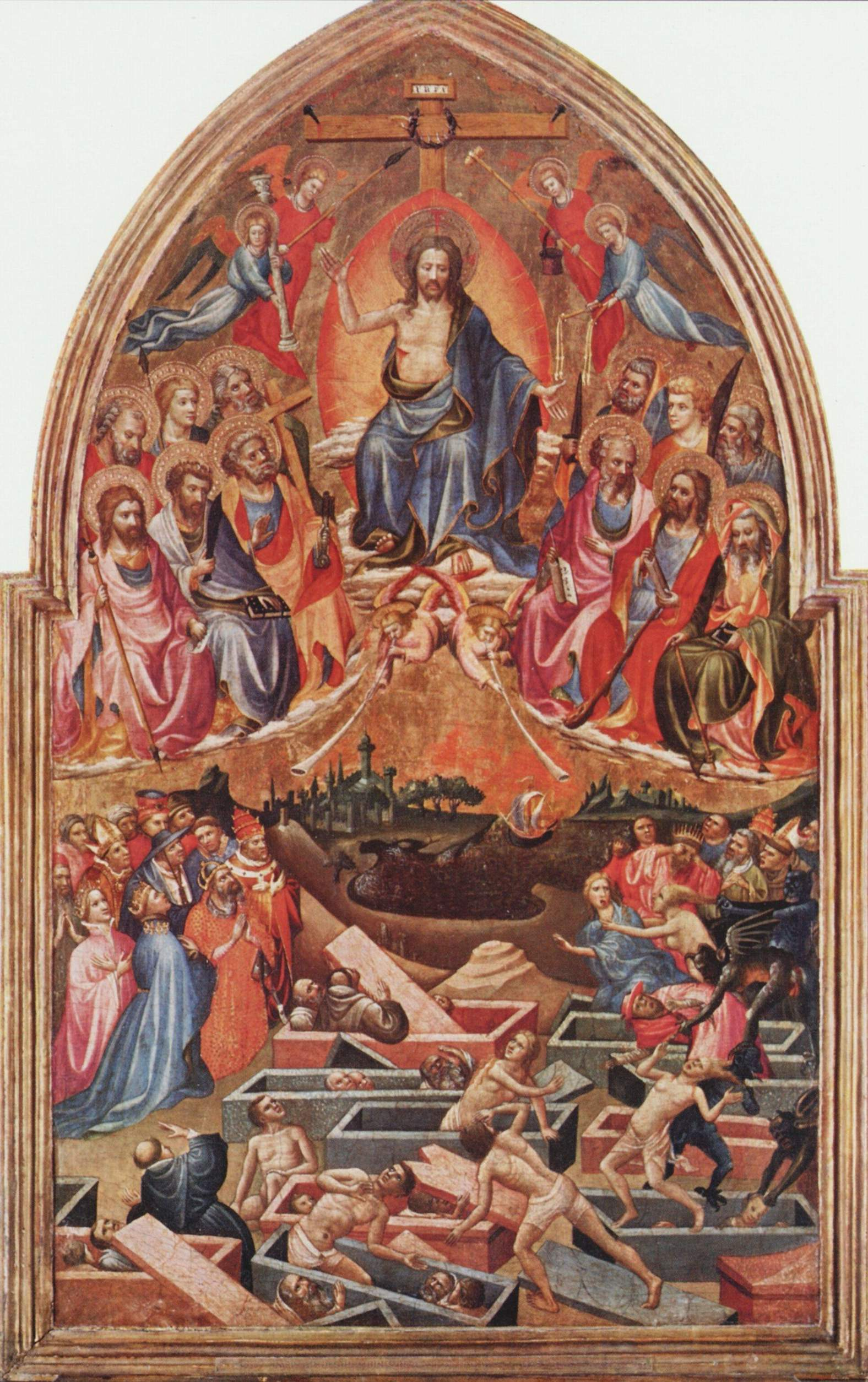
Le Jugement dernier, ca 1422, Alte Pinakothek, Munich

Le Maestro di Bambino Vispo est un peintre italien, un des maîtres anonymes du XVe siècle, identifié au XXe siècle par l'historien de l'art Osvald Sirén (1879 - 1966).
Cette dénomination est due à un ensemble de peintures émanant du même artiste et désignée ainsi pour le sourire de la figure de l'Enfant Jésus :
- Vierge à l'Enfant, les saints  et les anges, Académie du dessin de Florence, Florence, (aujourd’hui attr. à Mariotto di Nardo) ;
- Triptyque de la Vierge à l'Enfant  avec les anges musiciens et quatre saints, Galerie Doria-Pamphilj à Rome
- Vierge de l'Humilité, Philadelphia Museum of Art ;
- Marie-Madeleine, saint Laurent et le cardinal Donor, Musée de Bode,  Berlin.

Pietro di Domenico da Montepulciano (actif entre 1418 et 1422), Parri Spinelli (1387 - ca 1453), Miquel Alcanyís (actif entre 1408 et 1447) et  Gherardo Starnina (1354 - 1403) ont été, chacun, crédités successivement  pour ces peintures.

## Autres œuvres attribuées
- Sainte Anne et la Vierge Marie enfant, fresque, Musée de l'Œuvre de Santa Croce
- Le Jugement dernier (1422), Alte Pinakothek, Munich